# Enrico Lanzi
Enrico Luigi Lanzi (Spessa, 5 febbraio 1953 – Spessa, 5 agosto 2025) è stato un calciatore e allenatore di calcio italiano, di ruolo difensore.

## Carriera

### Giocatore
Cresciuto nelle giovanili del Milan, nel 1972 Lanzi è stato dato in prestito al Cesena in Serie B, con cui ha concluso il campionato cadetto al 2º posto conquistando la promozione in Serie A. L'anno seguente è tornato al Milan ed è stato aggregato alla prima squadra, esordendo il 9 dicembre 1973 a San Siro contro la Fiorentina. Durante la stagione ha disputato 5 partite in Serie A, 4 in Coppa Italia e 3 in Coppa delle Coppe, tra cui la finale di Rotterdam, persa per 2-0 contro il Magdeburgo, gara nella quale ha segnato l'autogol che ha permesso agli avversari di sbloccare il risultato.

Lanzi (in piedi, secondo da sinistra) nel Perugia del 1975-1976

Nel 1974 è stato acquistato dal Varese, con cui ha collezionato 16 presenze nellamassima serie, concludendo il campionato con la retrocessione in Serie B. Dopo aver iniziato la stagione nel campionato cadetto con i biancorossi, ad ottobre 1975 è tornato in Serie A firmando per il Perugia.
Nel 1977 è passato al Monza in Serie B e nel 1978 al Campobasso in Serie C1. 
Dopo 3 stagioni in Molise, nel 1981 ha firmato per la Paganese con cui ha disputato due campionati di Serie C1 e uno di Serie C2 dopo la retrocessione del 1983. Nel 1984 ha lasciato la Paganese e successivamente ha chiuso la carriera nel Broni.
In carriera ha totalizzato complessivamente 33 presenze in Serie A e 61 presenze e 2 reti in Serie B.

### Allenatore
Dopo essersi ritirato dal calcio giocato, ha intrapreso la carriera di allenatore. 
Ha allenato, nel Campionato Nazionale Dilettanti, la Vogherese, subentrando a Roberto Casone, e il Pavia, subentrando a Riccardo Ferri nel dicembre 1997, lasciando l’incarico nel febbraio 1998. e il Pavia, subentrando a Riccardo Ferri nel dicembre 1997, lasciando l’incarico nel febbraio 1998.